# Букура
Букура (на румънски: Lacul Bucura) е ледниково циркусно езеро, намиращо се в Ретезатските планини, Румъния. Намира се южно от основния хребет, в подножието на връх Пеляга, на надморска височина от 2040 м.
Букура е най-голямото ледниково езеро в Румъния, с площ от около 89 000 м2. Дължината му е 550 м, средната му ширина е 166 м, а максималната ширина е 225 м, а периметърът му е 1390 м. Максималната му дълбочина е 15,5 м, а обемът – 625 000 м3.